# Gare de Vegårshei
 (décembre 2020).
Si vous disposez d'ouvrages ou d'articles de référence ou si vous connaissez des sites web de qualité traitant du thème abordé ici, merci de compléter l'article en donnant les références utiles à sa vérifiabilité et en les liant à la section « Notes et références ».
La gare de Vegårshei est une gare ferroviaire norvégienne de la ligne du Sørland. Elle est située sur le territoire de la commune de Vegårshei du Comté d'Aust-Agder dans la région Sørlandet.
Elle se trouve à 261,51 km d'Oslo. Elle fut mise en service en 1935 lorsque la ligne du Sørland fut achevée jusqu'à Nelaug.

## Service des voyageurs

### Intermodalité
La gare a des correspondances de bus pour Tvedestrand. 